# Parc national de Yanbaru
Le parc national de Yanbaru (やんばる国立公園, Yanbaru kokuritsukō-en) est un parc national fondé en 2016 dans la préfecture d'Okinawa, au Japon.

## Situation

Carte du parc national de Yanbaru.
zone terrestre
zone marine
zone militaire américaine

Le parc national de Yanbaru s'étend sur 209,81 km2 (dont 36,70 km2 de zones marines), dans le Nord-Est de l'île d'Okinawa (préfecture d'Okinawa), au Japon,. Il comprend les municipalités de Higashi, Kunigami et Ōgimi,.

## Toponymie
Le toponyme « Yanbaru », qui s'écrit en japonais indifféremment « やんばる », en hiragana, ou« 山原 », en sinogrammes japonais, est un vocable emprunté à l'okinawaïen, une langue japonique. Il signifie « région montagneuse boisée ». En effet, la moitié nord de l'île d'Okinawa, aussi appelée Kunigami, est une région forestière de montagne : la forêt de Yanbaru (en),.

## Histoire
Le parc national de Yanbaru est officiellement fondé le 15 septembre 2016. Incluant une partie du parc quasi national d'Okinawa Kaigan, il devient le 33e parc national du Japon,. D'une superficie initiale de 172,92 km2, il est agrandi de 36,89 km2, après restitution à l'État japonais de terrains détenus par l'Armée américaine.

## Faune et flore
Le parc national de Yanbaru est l'habitat de deux espèces menacées endémiques de l'île d'Okinawa : le pic d'Okinawa, classé monument naturel spécial depuis 1977, et le râle d'Okinawa. Elles peuplent une étendue forestière composée d'une mangrove, d'une laurisylve, végétation sempervirente, typique des régions subtropicales, et de forêts de nuage. Le scarabée Cheirotonus jambar, autre monument naturel national découvert en 1983, est une espèce en danger, endémique de la forêt de Yanbaru.